# ویاچسلاف دایف
ویاچسلاف دایف (روسی: Вячеслав Евгеньевич Даев؛ زادهٔ ۶ سپتامبر ۱۹۷۲) یک بازیکن فوتبال اهل روسیه است.
وی همچنین در تیم ملی فوتبال روسیه بازی کرده‌است.